# Гармоні Тауншип (Нью-Джерсі)
Гармоні Тауншип (англ. Harmony Township) — селище (англ. township) в США, в окрузі Воррен штату Нью-Джерсі. Населення — 2503 особи (2020).

## Демографія
Згідно з переписом 2010 року, у селищі мешкало 2667 осіб у 1017 домогосподарствах у складі 760 родин. Було 1109 помешкань
Расовий склад населення:
| - 98,3 % — білих - 0,7 % — чорних або афроамериканців - 0,3 % — корінних американців - 0,2 % — азіатів |

До двох чи більше рас належало 0,5 %. Частка іспаномовних становила 1,3 % від усіх жителів.
За віковим діапазоном населення розподілялося таким чином: 21,0 % — особи молодші 18 років, 63,0 % — особи у віці 18—64 років, 16,0 % — особи у віці 65 років та старші. Медіана віку мешканця становила 46,1 року. На 100 осіб жіночої статі у селищі припадало 97,0 чоловіків;  на 100 жінок у віці від 18 років та старших — 97,4 чоловіків також старших 18 років.
Середній дохід на одне домашнє господарство  становив 94 378 доларів США (медіана — 81 146), а середній дохід на одну сім'ю — 103 138 доларів (медіана — 93 828). Медіана доходів становила 64 833 долари для чоловіків та 45 625 доларів для жінок. За межею бідності перебувало 4,8 % осіб, у тому числі 8,4 % дітей у віці до 18 років та 5,0 % осіб у віці 65 років та старших.
Цивільне працевлаштоване населення становило 1364 особи. Основні галузі зайнятості: освіта, охорона здоров'я та соціальна допомога — 25,7 %, роздрібна торгівля — 18,9 %, будівництво — 12,6 %, виробництво — 8,7 %.